# Laurent Cassegrain
Laurent Cassegrain ( oko 1629. – 1. rujna 1693.) bio je katolički svećenik koji je poznat kao vjerojatni izumitelj Cassegrainovog reflektora; teleskopa s presavijenim dvostrukim zrcalom. 

## Životopis
Laurent Cassegrain rođen je u regiji Chartres oko 1629. godine i bio je sin Mathurin Cassegraina i Jehanne Marquet. Nije poznato kakvo je njegovo obrazovanje, ali bio je svećenik i profesor do 1654. godine. Možda su ga zanimale akustika, optika i mehanika. U vrijeme smrti radio je kao učitelj predavanja na prirodnim predavanjima u Collège de Chartres, francuskom liceju, tj. U srednjoškolskoj ustanovi. Umro je u Chaudonu ( Eure-et-Loir ) 1. rujna 1693.

## Cassegrainov reflektor
Cassegrainov reflektor je reflektirajući teleskop koji je riješio problem gledanja slike bez ometanja primarnog zrcala pomoću konveksnog sekundarnog zrcala na optičkoj osi kako bi svjetlost odskakala natrag kroz rupu u primarnom ogledalu i na taj način omogućila svjetlu da dosegne okular. 
Prvi put se pojavio u osmom izdanju francuskog znanstvenog časopisa iz 17. stoljeća Recueil des mémoires et conférences concERN les arts et les Sciences, koji je objavio Jean-Baptiste Denys 25. travnja 1672. U tom izdanju se nalazi izvadak iz pisma M. de Bercé, pisanje iz Chartresa, gdje je djelovao kao predstavnik za Académie des Sciences — učenjaka Chartres. M. de Bercé izvijestio je o čovjeku po imenu Cassegrain koji je na megafon napisao pismo s priloženom bilješkom opisujući novu vrstu reflektirajućeg teleskopa, Cassegrain reflektor, gdje je sekundarno konveksno ogledalo obješeno iznad primarnog konkavnog ogledala. To je bilo otprilike u vrijeme objave konstrukcije prvog praktičnog reflektirajućeg teleskopa, Newtonovog reflektora Isaaca Newtona . 13. lipnja 1672. Christiaan Huygens pisao je o Cassegrain dizajnu i oštro ga kritizirao, možda zato što je Huygens smatrao da Newtonov dizajn „imperira“ ovom alternativom.     Bez obzira na motive, oluja polemike koja je uslijedila imala je trajan učinak: Cassegrainovo je ime zaboravljeno. 
Identitet ovog "Cassegraina" imao je mnogo teorija. Njegova jedina poznata publikacija bila je pismo na megafonu / reflektirajućem teleskopu od 25. travnja 1672. Recueil des mémoires et conférences concemental les arts et les Sciences. Dugo su vremena referentni radovi bili prisiljeni prijaviti njegovo ime kao "nedvojbeno poznato". Encyclopædia Britannica (15. izdanje, 1974.), na primjer, ide samo do popisa "Cassegrain, N." (čini se da to potječe iz biografije biografije Ferdinanda Hoefera iz Nouvelle, Pariz, 1855). Drugi izvori sugeriraju "N." zauzeo se za Nicolasa. Neki izvori (poput La grande encyclopédie, 9, 696) tvrde da je njegovo ime Guillaume, klesar metala i kipar koji se spominje u računima zgrada kralja Luja XIV između 1684. i 1686., a također u pariškom overi. akt iz 1693. Drugo ime koje je iznijeto je Jacques, kirurg koji se spominje u Mémoires de l'Académie des Sciences kao da je 1691. godine pronašao komad magneta u zvonu katedrale Chartres, koji je zatim popravljen nakon oštećenja zbog naglog hoda vrijeme. 
1997. godine dva francuska astronoma, André Baranne i Françoise Launay, nakon dugotrajne i pažljive istrage, uključujući potragu za neobjavljenim rukopisima i analizom župnih registra u mjestima u kojima je Cassegrain živio (prvo Chartres, a potom Chaudon, u blizini Nogent-le-Roi), identificirao Laurenta Cassegraina kao najvjerojatnijeg kandidata.  
Krater Cassegrain na Mjesecu nazvan je po njemu, iako njegov pravi identitet nije bio poznat u vrijeme imenovanja.